# ألكسندر بوغدانوفيتش
ألكسندر بوغدانوفيتش هو لاعب كرة قدم صربي في مركز الدفاع، ولد في 2 أغسطس 1973 في بريبولييه ‏ في صربيا. لعب مع أرضروم سبور ‏.